# گوهار گالاچیان
گوهار هامبارتسومی گالاچیان (ارمنی: Գոհար Համբարձումի Գալաչյան؛ انگلیسی: Gohar Galachyan زادهٔ ۲۱ دسامبر ۱۹۲۳ - درگذشته ۹ سپتامبر ۲۰۰۸) خواننده اپرا، متزوسوپرانو اهل ارمنستان بود. وی بین سال‌های - تا - میلادی فعالیت می‌کرد.

## زندگی‌نامه
وی در ۲۱ دسامبر ۱۹۲۳ در ایروان به دنیا آمد و از کنسرواتوار دولتی کومیتاس ایروان (۱۹۵۲) فارغ‌التحصیل گشت. وی تالار آکادمی ملی اپرا و باله آلکساندر اسپنداریان و تالار بولشوی فعالیت می‌کرد. همچنین برندهٔ جوایزی همچون هنرمند مردمی ارمنستان شوروی شده است. وی در ۹ سپتامبر ۲۰۰۸ در سن ۸۴ سالگی در ایروان درگذشت.